# Pinsà de Darwin modest
El pinsà de Darwin modest (Camarhynchus pauper) és un ocell de la família dels tràupids (Thraupidae).

## Hàbitat i distribució
Habita zones humides amb matolls i boscos a les terres altes de les illes Galápagos, a la Floreana.